# Kristiansands kommun
Kristiansands kommun (norska: Kristiansand kommune) är en kommun i Agder fylke i södra Norge. Kommunens centralort är staden Kristiansand. Kommunen är Norges sjätte största sett till folkmängd och hade 117 237 invånare per tredje kvartalet 2024.

## Administrativ historik
Norges kommuner tillkom med formannskapslagarna 1838. Staden Kristiansand, som fått sina privilegier och sitt namn av Christian IV 1641, inrättades då som en stadskommun (norska: bykommune) och landsbygden runt omkring som landskommuner (norska: herredskommuner). Gränserna var stabila fram till 1921, då en del av Oddernes kommun inkorporerades i staden.
Den 1 januari 1965 utökades kommunen genom sammanläggning av staden med tre angränsande kommuner, Oddernes, Randesunds och Tveits kommuner. 1990 överfördes ett obebott område till Vennesla kommun.
Den 1 januari 2020, som en del av kommunreformen, slogs Kristiansands kommun samman med Søgne och Songdalens kommuner.

### Vapen för tidigare kommuner inom den nuvarande kommunen

Songdalens kommun (1985–2019)
Søgne kommun (1985–2019)

## Tätorter
I Kristiansands kommun finns åtta tätorter:
- Korsvik
- Kristiansand (centralort)
- Nodeland-Brennåsen
- Skålevik
- Søgne
- Tveit
- Vennesla (Huvuddelen ligger i Vennesla kommun)
- Volleberg

Orterna Justvik och Strai har tidigare räknats som egna tätorter men räknas numera som delar av tätorten Kristiansand, medan orterna Brennåsen, Nodeland och Nodelandsheia numera räknas som delar av tätorten Nodeland-Brennåsen, orterna Ausviga (Ausvika) och Vedderheia numera räknas som delar av tätorten Søgne och orten Mosby numera räknas som en del av tätorten Vennesla.

## Socknar
Inom Norska kyrkan är Kristiansands kommun indelad i 15 socknar:
- Finslands socken
- Flekkerøy socken
- Greipstads socken
- Grims socken
- Hellemyrs socken
- Hånes socken
- Kristiansands domkyrkas socken
- Lunds socken
- Oddernes socken
- Randesunds socken
- Søgne socken
- Torridals socken
- Tveits socken
- Voie socken
- Vågsbygds socken

Socknarna ingår i Kristiansands domprosteri i Agder og Telemarks stift.